# Música de capoeira
A Música de Capoeira é o acompanhamento musical tradicional usado na arte afro-brasileira da capoeira, apresentando instrumentos como berimbau, pandeiro, atabaque, agogô e reco-reco. A música desempenha um papel crucial na roda de capoeira, definindo o estilo e a energia do jogo.
A música no contexto da capoeira é utilizada para criar um espaço sagrado, tanto pelo ato físico de formar um círculo (roda) quanto por um espaço sonoro que se acredita conectar ao mundo espiritual. Esse significado religioso mais profundo existe como uma memória social para a maioria dos grupos de capoeira, mas é geralmente entendido como evidenciado pelo uso dos tambores ngoma (os atabaques do candomblé) e do berimbau, cujas formas mais antigas eram usadas em rituais africanos para falar com os ancestrais.

## Instrumentos
O berimbau, o pandeiro, o atabaque e o canto abrem uma porta para um vasto universo criativo: a música.— Mestre Nestor Capoeira

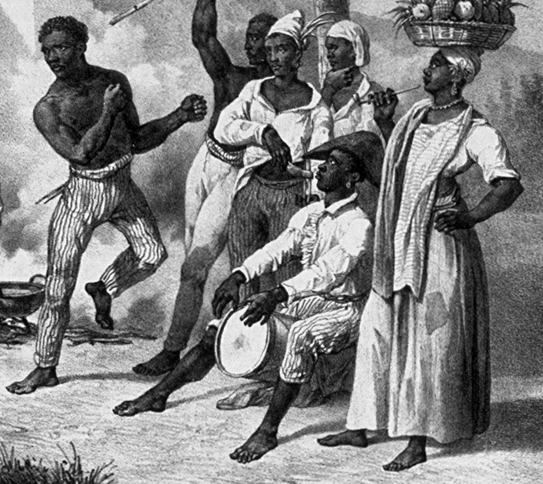
Jogando capoeira ao som de um tambor ngoma, c. 1823.

Os instrumentos padrão da capoeira atualmente são:
- até 3 berimbaus
- até 2 pandeiros
- 1 agogô
- 1 reco-reco (um tubo de madeira entalhado, semelhante a um guiro)
- 1 atabaque ou conga

Nem toda roda contém todos esses instrumentos. O Mestre Bimba, por exemplo, preferia usar apenas um berimbau e dois pandeiros em suas rodas, mas sempre haverá pelo menos um berimbau em qualquer roda.
Os berimbaus comandam a roda, com suas combinações rítmicas sugerindo variações no estilo de movimento entre os dois jogadores na roda. Alguns grupos de capoeira insistem que, entre os três berimbaus, o de tom mais grave (chamado de gunga ou berraboi) é o instrumento principal, enquanto outros grupos seguem a liderança do berimbau de tom médio (médio ou viola). A roda começa e termina a critério do tocador principal do berimbau, que pode determinar quem joga em seguida, parar os jogos, definir o tempo da música e acalmar os jogadores se ficarem muito agressivos. Há um consenso de que o berimbau mais agudo (viola ou violinha) é um instrumento de acompanhamento, improvisando livremente com base nos ritmos do instrumento médio.